# Danmark ved sommer-OL 2012
Danmarks deltagelse i sommer-OL 2012 i London, Storbritannien begyndte med kvalifikation og efterfølgende udtagelse af atleterne. Det danske hold blev på 113 idrætsudøvere fordelt på sytten sportsgrene. Den sportsgren, der sender flest deltagere til legene, er håndbold, idet både herrerne og damerne kvalificerede sig til legene, og da hvert af disse hold består af fjorten spillere, var der 28 danske håndboldspillere til OL.

## Medaljer
| 1996 Atlanta | Guld | Sølv | Bronze | Total |
| Danmark      | 2    | 4    | 3      | 9     |

### Medaljevindere
| Medalje | Navn                                                                  | Sportsgren | Disciplin               |
| ------- | --------------------------------------------------------------------- | ---------- | ----------------------- |
| Guld    | Rasmus Quist Hansen Mads Reinholdt Rasmussen                          | Roning     | Letvægtsdobbeltsculler  |
| Guld    | Lasse Norman Hansen                                                   | Cykelsport | Omnium (mænd)           |
| Sølv    | Anders Golding                                                        | Skydning   | Skeetskydning           |
| Sølv    | Fie Udby Erichsen                                                     | Roning     | Singlesculler (kvinder) |
| Sølv    | Mathias Boe Carsten Mogensen                                          | Badminton  | Herredouble             |
| Sølv    | Jonas Høgh-Christensen                                                | Sejlsport  | Finnjolle               |
| Bronze  | Jacob Barsøe Eskild Ebbesen Morten Jørgensen Kasper Winther Jørgensen | Roning     | Letvægtsfirer           |
| Bronze  | Joachim Fischer Christinna Pedersen                                   | Badminton  | Mixed double            |
| Bronze  | Peter Lang Allan Nørregaard                                           | Sejlsport  | 49er                    |

## Kvalifikation og udvælgelse af deltagere
Deltagelsen afhang af danske sportsfolks præstationer i internationale kvalifikationsturneringer eller af deres placering på en verdensrangliste, afhængig af sportsgrenen. Ved kvalifikationsturneringer sikrede en god præstation deltagelse af en dansk atlet eller et dansk hold, hvor det ikke nødvendigvis var den eller de atleter, der sikrede deltagelsen, der kom med til legene. Da kvalifikationen kunne finde sted op imod et år inden legene, skete det med baggrund i efterfølgende præstationer, at det senere i et idrætsforbund blev besluttet, at andre end de, der sikrede kvalifikationen, var bedre og derpå officielt blev udtaget til legene. I de tilfælde, hvor en atlet med sin placering på en verdensrangliste sikrede en kvalifikation, var denne personligt knyttet til den pågældende atlet.
Pr. 18. februar 2012 var Danmark sikret mindst 65 OL-deltagere. Da de fleste pladser var vundet som nationspladser, kunne nogle deltagere deltage i flere discipliner, hvilket først blev afgjort senere.  Pr. 7. juni 2012 udtog Danmarks Olympiske Komité officielt 112 atleter. Tallet blev senere øget til 113, da kuglestøderen Kim Juhl Christensen blev efterudtaget 8. juli.

## Deltagere
Følgende atleter er deltager i legene:

### Atletik
For at komme til OL skulle man opfylde et kvalifikationskrav inden 8. juli 2012. Den 1. november 2011 begyndte forbundet at nominere dem, der havde klaret kravet.
- 400 meter hækkeløb (kvinder) – 27. juli 2011
Sara Slott Petersen: Ved et stævne i Ljubljana i juli 2011 satte Slott Petersen dansk rekord i 400 m hæk med 55,97, hvilket var under OL-kravet.[5] Hun blev efterfølgende officielt udtaget af Danmarks Olympiske Komité 7. december 2011.[6]

- 800 meter løb (mænd) – 30. juli 2011
Andreas Bube: Bube sejrede i Flanders Cup i Gent i tiden 1:46,10, hvilket var 20/100 under OL-kravet.[7] Han blev senere officielt udtaget af Danmarks Olympiske Komité 7. december 2011.[6]

- Kuglestød (mænd) – 6. juli 2012
Kim Juhl Christensen: Juhl Christensen klarede kvalifikationskravet efter fristens udløb da han på Stade de France nåede 20,02 meter. Han blev officielt udtaget af Danmarks Olympiske Komité 8. juli 2012.[8]

- Maratonløb (mænd) – 17. april 2011
Jesper Faurschou: Han klarede formelt kravet til OL-kvalifikation med en tid på 2:16:15 i London Marathon.[9] DIF godkendte hans deltagelse 4. maj 2012.[10]

- Maratonløb (kvinder) – 22. april 2012
Jess Draskau-Petersson: Hun klarede formelt kravet til OL-kvalifikation med en tid på 2:34:56 i London Marathon og blev udtaget af DIF 4. maj 2012.[10]

- Stangspring (kvinder) – 17. februar 2012
Caroline Bonde Holm sikrede sig pladsen, da hun satte dansk indendørsrekord med 4,42 m ved et stævne i Potsdam og blev udtaget af DIF 6. juli 2012[1][11]

#### Resultater
Olympic Stadium og The Mall – 3. til 12. august.
Mænd
| Deltager         | Disciplin  | Heat    | Heat      | Kvartfinale         | Kvartfinale         | Semifinale          | Semifinale          | Finale              | Finale              |
| Deltager         | Disciplin  | Tid     | Placering | Tid                 | Placering           | Tid                 | Placering           | Tid                 | Placering           |
| ---------------- | ---------- | ------- | --------- | ------------------- | ------------------- | ------------------- | ------------------- | ------------------- | ------------------- |
| Andreas Bube     | 800 m      | 1:46,40 | 6         | ude af konkurrencen | ude af konkurrencen | ude af konkurrencen | ude af konkurrencen | ude af konkurrencen | ude af konkurrencen |
| Jesper Faurschou | Maratonløb | N/A     | N/A       | N/A                 | N/A                 | N/A                 | N/A                 | 2:18:44             | 41                  |

| Deltager             | Disciplin | Kvalifikation | Kvalifikation | Finale              | Finale              |
| Deltager             | Disciplin | Længde        | Placering     | Længde              | Placering           |
| -------------------- | --------- | ------------- | ------------- | ------------------- | ------------------- |
| Kim Juhl Christensen | Kuglestød | 19,13 m       | 28            | ude af konkurrencen | ude af konkurrencen |

Kvinder
| Deltager               | Disciplin      | Heat  | Heat      | Kvartfinale | Kvartfinale | Semifinale | Semifinale | Finale              | Finale              |
| Deltager               | Disciplin      | Tid   | Placering | Tid         | Placering   | Tid        | Placering  | Tid                 | Placering           |
| ---------------------- | -------------- | ----- | --------- | ----------- | ----------- | ---------- | ---------- | ------------------- | ------------------- |
| Sara Slott Petersen    | 400 m hækkeløb | 56,01 | 6 Q       | N/A         | N/A         | 56,21      | 6          | ude af konkurrencen | ude af konkurrencen |
| Jess Draskau-Petersson | Maratonløb     | N/A   | N/A       | N/A         | N/A         | N/A        | N/A        | 2:31:43             | 40                  |

| Deltager            | Disciplin   | Kvalifikation          | Kvalifikation | Finale              | Finale              |
| Deltager            | Disciplin   | Højde                  | Placering     | Højde               | Placering           |
| ------------------- | ----------- | ---------------------- | ------------- | ------------------- | ------------------- |
| Caroline Bonde Holm | Stangspring | Ingen godkendte spring | -             | ude af konkurrencen | ude af konkurrencen |

### Badminton
Spillerne kvalificerede sig ud fra deres placering på verdensranglisten 3. maj 2012. Selv om de dermed formelt set var kvalificeret, er der kun to pladser til Danmark i hver række, hvilket gjorde, at udtagelsen ikke foregik automatisk.
- Herresingle
Peter Gade: Han var sammen med Jan Ø. Jørgensen og Hans-Kristian Vittinghus kvalificeret. Danmarks Olympiske Komité udtog 14. maj 2012 Gade til den ene af de to danske pladser.[13]
Jan Ø. Jørgensen: Han var sammen med Peter Gade og Hans-Kristian Vittinghus kvalificeret. Danmarks Olympiske Komité udtog 14. maj 2012 Jørgensen til den anden af de to danske pladser.[13]

- Damesingle
Tine Baun: Hun var kvalificeret og blev udtaget 14. maj 2012.[13]

- Herredouble
Mathias Boe og Carsten Mogensen: Parret var kvalificeret og blev udtaget 14. maj 2012.[13]

- Damedouble
Kamilla Rytter Juhl og Christinna Pedersen: Parret var kvalificeret og blev udtaget 14. maj 2012.[13]

- Mixeddouble
Christinna Pedersen og Joachim Fischer samt Kamilla Rytter Juhl og Thomas Laybourn: De to par var kvalificeret og blev udtaget 14. maj 2012.[13]

#### Resultater
Wembley Arena – 28. juli – 5. august.
| Deltager                                  | Række        | Gruppespil                                 | Gruppespil                                      | Gruppespil                        | Gruppespil | Ottendedelsfinale                            | Kvartfinale                                    | Semifinale                             | Finale                            | Finale    |
| Deltager                                  | Række        | Modstander Resultat                        | Modstander Resultat                             | Modstander Resultat               | Placering  | Modstander Resultat                          | Modstander Resultat                            | Modstander Resultat                    | Modstander Resultat               | Placering |
| ----------------------------------------- | ------------ | ------------------------------------------ | ----------------------------------------------- | --------------------------------- | ---------- | -------------------------------------------- | ---------------------------------------------- | -------------------------------------- | --------------------------------- | --------- |
| Peter Gade                                | Herresingle  | Martins 2-0 (21-14, 21-8)                  | N/A                                             | N/A                               | 1          | Son 2-0 (21-9, 21-16)                        | Chen 0-2 (16-21, 13-21)                        | ude af konkurrencen                    | ude af konkurrencen               | 5-8       |
| Jan Ø. Jørgensen                          | Herresingle  | Zilberman 2-0 (21-13, 21-12)               | Wong 2-0 (21-17, 21-14)                         | N/A                               | 1          | Lee 0-2 (17-21, 13-21)                       | ude af konkurrencen                            | ude af konkurrencen                    | ude af konkurrencen               | 9-16      |
| Tine Baun                                 | Damesingle   | Augustyn 2-0 (21-11, 21-6)                 | Prokopenko 2-0 (19-21 21-16 21-15)              | N/A                               | 1          | Sato w/o (14-15, da Sato trak sig med skade) | Nehwal 0-2 (15-21, 20-22)                      | ude af konkurrencen                    | ude af konkurrencen               | 5-8       |
| Mathias Boe – Carsten Mogensen            | Herredouble  | James / Viljoen 2-0 (21-6, 21-12)          | Ivanov / Sozonov 2-1 (16-21, 21-19, 21-14)      | Chai / Guo 2-0 (21-14, 21-19)     | 1          | N/A                                          | Fang / Lee 2-0 (21-16, 21-18)                  | Chung / Lee 2-1 (17-21, 21-18, 22-20)  | Cai / Fu 0-2 (16-21, 15-21)       | Sølv      |
| Kamilla Rytter Juhl – Christinna Pedersen | Damedouble   | Maeda / Suetsuna 1-2 (21-18, 14-21, 17-21) | Poon / Tse 2-1 (21-13, 14-21, 21-18)            | Tian / Zhao 2-0 (22-20, 21-12)    | 1          | N/A                                          | Fujii / Kakiiwa 0-2 (20-22, 10-21)             | ude af konkurrencen                    | ude af konkurrencen               | 5-8       |
| Kamilla Rytter Juhl – Thomas Laybourn     | Mixed double | Diju / Gutta 2-0 (21-12, 21-16)            | Lee / Ha 2-0 (21-15, 21-12)                     | Ahmad / Natsir 0-2 (22-24, 16-21) | 2          | N/A                                          | Zhang / Zhao 0-2 (13-21, 17-21)                | ude af konkurrencen                    | ude af konkurrencen               | 5-8       |
| Joachim Fischer – Christinna Pedersen     | Mixed double | Ng / Gao 2-0 (21-12, 21-11)                | Mateusiak / Kostiuczyk 2-1 (21-9, 14-21, 21-17) | Ikeda / Shiota 2-0 (21-11, 21-10) | 1          | N/A                                          | Prapakamol / Thoungthongkam 2-0 (21-15, 21-13) | Zhang / Zhao 1-2 (21-17, 17-21, 19-21) | Ahmad / Natsir 2-0 (21-12, 21-12) | Bronze    |

### Boksning
- Bantamvægt (mænd) – 18. april 2012
Dennis Ceylan: Han sikrede sig deltagelse i OL-turneringen, da han vandt et kvalifikationsstævne i Tyrkiet over en bokser fra Litauen. Det er første gang siden 1996, at der er dansk repræsentation i boksning ved OL.[14] DIF godkendte udtagelsen 4. maj 2012.[10]

#### Resultater
ExCeL – 28. juli.
| Deltager      | Klasse     | 16. delsfinale      | Ottendedelsfinale   | Kvartfinale         | Semifinale          | Finale              | Finale              |
| Deltager      | Klasse     | Opposition Resultat | Opposition Resultat | Opposition Resultat | Opposition Resultat | Opposition Resultat | Placering           |
| ------------- | ---------- | ------------------- | ------------------- | ------------------- | ------------------- | ------------------- | ------------------- |
| Dennis Ceylan | Bantamvægt | John Joe Nevin 6-21 | ude af konkurrencen | ude af konkurrencen | ude af konkurrencen | ude af konkurrencen | ude af konkurrencen |

### Bordtennis
- Single (mænd) – 16. maj 2011
Michael Maze: Han sikrede deltagelsen via placeringen på verdensranglisten pr. maj 2011, hvor han var nummer 21 (28 pladser uddeles på denne måde, dog kun to pr. nation)[15]
Allan Bentsen: Han kvalificerede sig via et kvalifikationsstævne i Doha, Qatar, hvor han blev blandt de otte bedste.[16]

- Single (kvinder) – 13. april 2012
Mie Skov: Hun sikrede sig deltagelsen ved et udtagelsesstævne i Luxembourg, hvor hun vandt de nødvendige tre kampe, deraf to over spillere, der var bedre placeret på verdensranglisten end hende selv.[17] DIF godkendte udtagelsen 4. maj 2012.[10]

#### Resultater
ExCeL – 28. – 31. juli. 
| Deltager      | Række       | Indledende runde    | Første runde                               | Anden runde                                                     | Tredje runde                                | Fjerde runde                          | Kvartfinale                                         | Semifinale          | Finale              | Finale              |
| Deltager      | Række       | Modstander Resultat | Modstander Resultat                        | Modstander Resultat                                             | Modstander Resultat                         | Modstander Resultat                   | Modstander Resultat                                 | Modstander Resultat | Modstander Resultat | Placering           |
| ------------- | ----------- | ------------------- | ------------------------------------------ | --------------------------------------------------------------- | ------------------------------------------- | ------------------------------------- | --------------------------------------------------- | ------------------- | ------------------- | ------------------- |
| Allan Bentsen | Herresingle | N/A                 | Zwickl 1-4 (9-11, 7-11, 10-12, 11-4, 8-11) | ude af konkurrencen                                             | ude af konkurrencen                         | ude af konkurrencen                   | ude af konkurrencen                                 | ude af konkurrencen | ude af konkurrencen | ude af konkurrencen |
| Michael Maze  | Herresingle | N/A                 | N/A                                        | N/A                                                             | Kreanga 4-1 (12-10, 11-6, 11-8, 8-11, 11-3) | Mizutani 4-0 (11-7, 11-6, 11-4, 11-6) | Ovtcharov 3-4 (8-11, 10-12, 11-1, 11-9, 6-11, 9-11) | ude af konkurrencen | ude af konkurrencen | ude af konkurrencen |
| Mie Skov      | Damesingle  | N/A                 | El-Dawlatly 4-0 (11-9, 11-6, 11-7, 11-9)   | Natalia Partyka 3-4 (11-5, 3-11, 10-12, 11-8, 11-9, 7-11, 9-11) | ude af konkurrencen                         | ude af konkurrencen                   | ude af konkurrencen                                 | ude af konkurrencen | ude af konkurrencen | ude af konkurrencen |

### Brydning
- 55 kg-klassen, græsk-romersk – 21. april 2012
Håkan Nyblom: Han sikrede sig deltagelsen, da han nåede finalen ved et kvalifikationsstævne i Bulgarien.[18] Udtagelsen blev godkendt af DIF 4. maj 2012.[10]

- 74 kg-klassen, græsk-romersk – 21. april 2012
Mark O. Madsen: Han sikrede sig deltagelsen, da han nåede finalen ved et kvalifikationsstævne i Bulgarien.[18] Udtagelsen blev godkendt af DIF 4. maj 2012.[10]

#### Resultater
ExCeL – 5. august.
| Deltager       | Klasse | Kvalifikation       | Ottendedelsfinale   | Kvartfinale         | Semifinale            | Opsamling 1         | Opsamling 2         | Finale              | Finale    |
| Deltager       | Klasse | Modstander Resultat | Modstander Resultat | Modstander Resultat | Modstander Resultat   | Modstander Resultat | Modstander Resultat | Modstander Resultat | Placering |
| -------------- | ------ | ------------------- | ------------------- | ------------------- | --------------------- | ------------------- | ------------------- | ------------------- | --------- |
| Håkan Nyblom   | 55 kg  | N/A                 | Fajari 3-0          | Kasegawa 3-0        | Soryan Reihanpour 0-3 | N/A                 | Modos 1-3           | ude af konkurrencen | 5-6       |
| Mark O. Madsen | 74 kg  | N/A                 | Vlasov 1-3          | N/A                 | N/A                   | Guenot 3-1          | Kazakevic 0-3       | ude af konkurrencen | 5-6       |

### Bueskydning
- Hold (kvinder) – 6. juli 2011
Carina Rosenvinge Christiansen, Maja Jager og Louise Laursen: Med en ottendeplads ved VM i Torino i holdkonkurrencen i recurve sikrede trioen Danmark en nationskvalifikation til OL. Resultatet blev sikret med en sejr over USA med 215-211 i ottendedelsfinalen;[19] i kvartfinalen tabte holdet med 193-203 til Indien.[20] Holdet blev formelt udtaget af Danmarks Olympiske Komité 14. maj 2012.[13]

- Individuelt (kvinder)
Carina Rosenvinge Christiansen, Maja Jager og Louise Laursen: De tre skytter fra holdet blev også udtaget til den individuelle konkurrence.[13]

#### Resultater
Lord’s Cricket Ground – 27. juli – 2. august.
| Deltager                                                 | Konkurrence           | Indledende runde | Indledende runde | 32. delsfinaler                                                      | 16. delsfinaler                                       | 8. delsfinaler                                  | Kvartfinaler                      | Semifinaler         | Finale              | Finale |
| Deltager                                                 | Konkurrence           | Resultat         | Seedning         | Modstander Score                                                     | Modstander Score                                      | Modstander Score                                | Modstander Score                  | Modstander Score    | Modstander Score    | Plads  |
| -------------------------------------------------------- | --------------------- | ---------------- | ---------------- | -------------------------------------------------------------------- | ----------------------------------------------------- | ----------------------------------------------- | --------------------------------- | ------------------- | ------------------- | ------ |
| Carina Rosenvinge Christiansen                           | Kvinder - individuelt | 663 (DR)         | 7                | Elisa Barnard 7–3 (24–25, 24–21, 24–24, 25–23, 27–21)                | Chien-Ying Le 6-4 (26–26, 28–27, 26–28, 29–29, 27–24) | Mariana Avitia 2-6 (16-25, 28-26, 24-29, 23-29) | ude af konkurrencen               | ude af konkurrencen | ude af konkurrencen | 9-16   |
| Maja Jager                                               | Kvinder - individuelt | 642              | 35               | Elena Richter 5-6 (26-21, 29-25, 27-28, 24-26, 26-26, Shoot off 8-9) | ude af konkurrencen                                   | ude af konkurrencen                             | ude af konkurrencen               | ude af konkurrencen | ude af konkurrencen | 33-64  |
| Louise Laursen                                           | Kvinder - individuelt | 641              | 36               | Beaudet 7-3 (26-26, 25-24, 26-24, 25-28, 26-25)                      | Lorig 4-6 (24-27, 28-22, 24-24, 26-29, 27-27)         | ude af konkurrencen                             | ude af konkurrencen               | ude af konkurrencen | ude af konkurrencen | 17-32  |
| Carina Rosenvinge Christiansen Maja Jager Louise Laursen | Kvinder - hold        | 1946             | 8                | N/A                                                                  | N/A                                                   | 211-210 (51-52 56-51 53-52 51-55)               | 195-206 (46-56 46-47 51-50 52-53) | ude af konkurrencen | ude af konkurrencen | 5-8    |

### Cykelsport
- Landevejscykling – linjeløb (mænd) – 16. oktober 2011
Jakob Fuglsang, Lars Ytting Bak, Matti Breschel og Nicki Sørensen. Med en nationsplacering på UCI's verdensrangliste som nummer 14 ved afslutningen på landevejssæsonen 2011 er Danmark sikret det maksimale antal ryttere på fire til mændenes linjeløb.[21] I begyndelsen af juli 2012 blev der sat navne på de fire danske deltagere.[22]

- Landevejscykling – enkeltstart (mænd) – 31. oktober 2011
Jakob Fuglsang og Lars Ytting Bak. Til enkeltstarten talte ud over Danmarks placering på UCI's verdensrangliste ved afslutningen på 2011-sæsonen også resultaterne i enkeltstart ved VM i landevejscykling 2011, og her sikrede Jakob Fuglsang med en tiendeplads sin nation en ekstra plads i disciplinen; kun otte nationer får automatisk to pladser i enkeltstarten.[23] De to deltagere blev udvalgt i begyndelsen af juli 2012.[22]

- Mountainbike (kvinder) – 24. maj 2012
Annika Langvad: Med en nationsplacering på verdensranglisten som nummer 18 opnår Danmark akkurat en plads i disciplinen til OL.[24] Pladsen gik efterfølgende til Langvad.[2]

- BMX (mænd) – 30. maj 2012
Morten Therkildsen: Med en placering som nummer 31 ved VM i Birmingham, England, sikrede han Danmark en plads ved OL,[25] og han fik selv pladsen.[2]

- Banecykling, 4 km holdforfølgelsesløb (mænd)
Lasse Norman Hansen, Casper von Folsach, Michael Mørkøv og Rasmus Quaade. Reserve er Mathias Møller Nielsen.[22]

- Banecykling, omnium (mænd)
Lasse Norman Hansen.[22]

#### Resultater
Landevejscykling – The Mall og Hampton Court Palace.
| Deltager       | Disciplin         | Tid      | Placering |
| -------------- | ----------------- | -------- | --------- |
| Lars Bak       | Linjeløb, mænd    | 5:46:37  | 71        |
| Lars Bak       | Enkeltstart, mænd | 54:33,21 | 14        |
| Matti Breschel | Linjeløb, mænd    | 5:46:37  | 42        |
| Jakob Fuglsang | Linjeløb, mænd    | 5:46:05  | 12        |
| Jakob Fuglsang | Enkeltstart, mænd | 54:34,49 | 15        |
| Nicki Sørensen | Linjeløb, mænd    | 5:46:37  | 57        |

Bane – Olympic Park Velodrome.
| Deltager                                                        | Disciplin                 | Kvalifikation | Kvalifikation | Semifinale               | Semifinale | 5./6.-pladsen         | 5./6.-pladsen    |
| Deltager                                                        | Disciplin                 | Tid           | Placering     | Modstander Resultater    | Placering  | Modstander Resultater | Samlet placering |
| --------------------------------------------------------------- | ------------------------- | ------------- | ------------- | ------------------------ | ---------- | --------------------- | ---------------- |
| Casper Folsach Lasse Norman Hansen Michael Mørkøv Rasmus Quaade | Holdforfølgelsesløb, mænd | 3:58,298      | 4 Q           | Storbritannien · 3:57,39 | 5          | Spanien · 4:02,671    | 5                |

Omnium – Olympic Park Velodrome.
| Deltager            | Disciplin    | Flyvende start | Flyvende start | Pointløb | Pointløb  | Udskilningsløb | Forfølgelsesløb      | Forfølgelsesløb | Scratch                      | Scratch   | 1000 m på tid | 1000 m på tid | Samlede point | Placering |
| Deltager            | Disciplin    | Tid            | Placering      | Point    | Placering | Placering      | Modstander Resultat  | Placering       | Resultat                     | Placering | Tid           | Placering     | Samlede point | Placering |
| ------------------- | ------------ | -------------- | -------------- | -------- | --------- | -------------- | -------------------- | --------------- | ---------------------------- | --------- | ------------- | ------------- | ------------- | --------- |
| Lasse Norman Hansen | Omnium, mænd | 13,235         | 4              | 59       | 2         | 12             | Roger Kluge 4:20,674 | 1               | På omgangshøjde med vinderen | 6         | 1:02,314      | 2             | 27            | Guld      |

Mountainbike – Hadleigh Farm, Essex.
| Deltager       | Disciplin             | Tid | Placering |
| -------------- | --------------------- | --- | --------- |
| Annika Langvad | Mountainbike, kvinder | DNS | DNS       |

MTB-rytteren Annika Langvad udgik pga. smerter fra et brækket ribben fra et styrt i Frankrig 14 dage før OL.
BMX
Olympic Park BMX Track – 8. til 10. august.
| Deltager           | Disciplin | Seedning | Seedning  | Kvartfinale | Kvartfinale | Semifinale          | Semifinale          | Finale              | Finale              |
| Deltager           | Disciplin | Resultat | Placering | Point       | Placering   | Point               | Placering           | Point               | Placering           |
| ------------------ | --------- | -------- | --------- | ----------- | ----------- | ------------------- | ------------------- | ------------------- | ------------------- |
| Morten Therkildsen | BMX, mænd | 39,738 s | 25        | 20          | 5 i heat 1  | ude af konkurrencen | ude af konkurrencen | ude af konkurrencen | ude af konkurrencen |

### Gymnastik
- Trampolinspring (herrer) – 13. januar 2012
Peter Jensen: Han opnåede en tolvteplads ved en test-event i London, hvilket var nok til at sikre ham sin tredje OL-deltagelse i træk.[27]

#### Resultater
North Greenwich Arena – 3. august.
| Deltager     | Disciplin         | Kvalifikation | Kvalifikation | Finale              | Finale              |
| Deltager     | Disciplin         | Resultat      | Placering     | Resultat            | Placering           |
| ------------ | ----------------- | ------------- | ------------- | ------------------- | ------------------- |
| Peter Jensen | Trampolin, herrer | 55,780        | 10            | ude af konkurrencen | ude af konkurrencen |

### Håndbold
- Herrer – 29. januar 2012
Herrelandsholdet kvalificerede sig til OL ved at blive europamester med en finalesejr på 21-19 over Serbien i Beograd.[28] De udtagne spillere er: Niklas Landin, Marcus Cleverly, Thomas Mogensen, Rasmus Lauge, Nikolaj Markussen, Anders Eggert, Bo Spellerberg, Michael V. Knudsen, Kasper Nielsen, René Toft Hansen, Hans Lindberg, Lasse Svan Hansen, Kasper Søndergaard, Mikkel Hansen.[29] Reserve er Lasse Boesen, der kom ind i truppen i stedet for Rasmus Lauge efter de første tre kampe.[30]

- Damer – 26. maj 2012
Damelandsholdet kvalificerede sig til OL igennem den olympiske kvalifikationsturnering. De udtagne spillere er: Karin Mortensen, Christina Pedersen, Ann Grete Nørgaard, Berit Kristensen, Camilla Dalby, Christina Krogshede, Line Jørgensen, Louise Burgaard, Louise Svalastog Spellerberg, Mette Melgaard, Pernille Holst Larsen, Rikke Skov, Susan Thorsgaard og Trine Troelsen.[31][32] Reserve er Mie Augustesen.[22] Inden turneringen gik i gang blev Louise Svalastog Spellerberg skadet og måtte rejse hjem; da Augustesen ikke spiller samme plads, indkaldte landstræneren i stedet Marianne Bonde.[33]

#### Resultater
Copper Box – 28. juli – 8. august.
Herrer
| Gruppe B   | Gruppe B | Gruppe B | Gruppe B |
| Hold       | Kampe    | Mål      | Point    |
| ---------- | -------- | -------- | -------- |
| Kroatien · | 5        | 150-109  | 10       |
| Danmark ·  | 5        | 124-129  | 8        |
| Spanien ·  | 5        | 140-126  | 6        |
| Ungarn ·   | 5        | 114-128  | 4        |
| Serbien ·  | 5        | 120-131  | 2        |
| Sydkorea · | 5        | 115-140  | 0        |

| Gruppe B | Gruppe B | Gruppe B | Gruppe B |
| Dato     | Hold 1   | Hold 2   | Resultat |
| -------- | -------- | -------- | -------- |
| 29.7     | Ungarn   | Danmark  | 25-27    |
| 31.7     | Danmark  | Spanien  | 24-23    |
| 2.8      | Serbien  | Danmark  | 25-26    |
| 4.8      | Kroatien | Danmark  | 32-21    |
| 6.8      | Danmark  | Sydkorea | 26-24    |

Slutspil
| Kvartfinale 8.8     | Semifinale 10.8     | Finale 12.8         | Placering |
| Modstander Resultat | Modstander Resultat | Modstander Resultat | Placering |
| ------------------- | ------------------- | ------------------- | --------- |
| Sverige · 22-24     | Ude af turneringen  | Ude af turneringen  | 5-8       |

Damer
| Gruppe B   | Gruppe B | Gruppe B | Gruppe B |
| Hold       | Kampe    | Mål      | Point    |
| ---------- | -------- | -------- | -------- |
| Frankrig · | 5        | 125-103  | 9        |
| Sydkorea · | 5        | 136-130  | 7        |
| Spanien ·  | 5        | 119-114  | 7        |
| Norge ·    | 5        | 118-120  | 5        |
| Danmark ·  | 5        | 113-121  | 2        |
| Sverige ·  | 5        | 108-131  | 0        |

| Gruppe B | Gruppe B | Gruppe B | Gruppe B |
| Dato     | Hold 1   | Hold 2   | Resultat |
| -------- | -------- | -------- | -------- |
| 28.7     | Danmark  | Sverige  | 21-18    |
| 30.7     | Sydkorea | Danmark  | 25-24    |
| 1.8      | Spanien  | Danmark  | 24-21    |
| 3.8      | Danmark  | Norge    | 23-24    |
| 5.8      | Danmark  | Frankrig | 24-30    |

Damelandsholdet slutter OL på en niendeplads.

### Kano og kajak
Alle kvalifikationer er nationspladser.
- K4 1000 m (herrer) – 19. august 2011
René Holten Poulsen, Kim Wraae, Emil Stær, Kasper Bleibach: Den danske firerkajak sikrede sig en finaleplads ved VM med en tredjeplads i semifinalen.[34] Firerkvalifikationen giver også adgang til dansk opstilling i K2 og K1; afgørelsen heraf træffes senere.[4] Kvartetten blev officielt indstillet af Dansk Kano og Kajak Forbund 1. juni.[35]

- K1 500 m (kvinder) – 19. august 2011
Henriette Engel Hansen: Hun blev nummer to i semifinalen ved VM 2011 og sikrede sig en finaleplads, som var OL-kravet.[34]

- K1 200 m (mænd) – 21. august 2011
Kasper Bleibach: Jimmy Bøjesen blev nummer ni ved VM 2011 og sikrede sig dermed en OL-billet. Egentlig skulle der en ottendeplads til, men da en af de foranliggende også kvalificerede sig i K2, kunne Bøjesen sikre kvalifikationen med sin niendeplads.[36] Imidlertid mente Dansk Kano og Kajak Forbund, at Bleibach i foråret 2012 viste bedre form, og udtog derfor ham.[35][37]

- K1 1000 m (mænd) – 19. august 2011
René Holten Poulsen: Pladsen blev sikret med firerens VM-placering.[4] Poulsen blev indstillet til pladsen af forbundet 1. juni.[35]

- K2 1000 m (mænd) – 19. august 2011
Kim Wraae og Emil Stær: Pladsen blev sikret med firerens VM-placering.[4] Wraae og Stær blev indstillet til pladsen af forbundet 1. juni.[35]

#### Resultater
Eton Dorney, Buckinghamshire – 6. til 11. august.
| Deltager                                                | Bådtype            | Heat     | Heat      | Semifinale | Semifinale | B-finale            | A-finale            | Slutplacering       |
| Deltager                                                | Bådtype            | Tid      | Placering | Tid        | Placering  | Tid                 | Tid                 |                     |
| ------------------------------------------------------- | ------------------ | -------- | --------- | ---------- | ---------- | ------------------- | ------------------- | ------------------- |
| Kasper Bleibach                                         | K1 200 m (mænd)    | 36,610   | 3 Q       | 36,667     | 5          | 37,802              | N/A                 | 9                   |
| René Holten Poulsen                                     | K1 1000 m (mænd)   | 3:30,284 | 1 Q       | 3:30,247   | 3 Q        | N/A                 | 3:29,483            | 4                   |
| Kim Wraae Emil Stær                                     | K2 1000 m (mænd)   | 3:17,020 | 5 Q       | 3:15,580   | 4          | 3:12,880            | N/A                 | 9                   |
| Kasper Bleibach Kim Wraae René Holten Poulsen Emil Stær | K4 1000 m (mænd)   | 3:05,134 | 3 Q       | 2:56,003   | 6 Q        | N/A                 | 2:56,542            | 5                   |
| Henriette Engel Hansen                                  | K1 500 m (kvinder) | 1:52,650 | 2 Q       | 1:51,929   | 2 Q        | N/A                 | 1:54,110            | 7                   |
| Henriette Engel Hansen                                  | K1 200 m (kvinder) | 42,866   | 4 Q       | 42,821     | 7          | ude af konkurrencen | ude af konkurrencen | ude af konkurrencen |

### Ridesport
- Dressur, hold – 18. august 2011
Anne van Olst, Nathalie zu Sayn Wittgenstein og Anna Kasprzak. Med en sjetteplads ved EM i dressur sikrede Nathalie zu Sayn Wittgenstein, Lisbeth Seierskilde, Anne van Olst og Sune Hansen en nationsplads i disciplinen. De seks bedste hold ved stævnet kvalificerede sig.[38][39] Senere blev de tre nævnte ryttere udtaget.[3]

- Dressur, individuelt
Anne van Olst, Nathalie zu Sayn Wittgenstein, Lisbeth Seierskilde og Anna Kasprzak.[3]

#### Resultater
Greenwich Park – 2. til evt. 9. august.
| Deltager                                                  | Hest           | Disciplin          | Grand Prix | Grand Prix | Grand Prix Special  | Grand Prix Special  | Grand Prix Freestyle | Grand Prix Freestyle |
| Deltager                                                  | Hest           | Disciplin          | Point      | Placering  | Point               | Placering           | Point                | Placering            |
| --------------------------------------------------------- | -------------- | ------------------ | ---------- | ---------- | ------------------- | ------------------- | -------------------- | -------------------- |
| Anna Kasprzak                                             | Donnperignon   | Individuel dressur | 75,289 %   | 12 Q       | 73,952 %            | 16 Q                | 76,482 %             | 18                   |
| Lisbeth Seierskilde                                       | Raneur         | Individuel dressur | 69,863 %   | 32         | ude af konkurrencen | ude af konkurrencen | ude af konkurrencen  | ude af konkurrencen  |
| Anne van Olst                                             | Clearwater (*) | Individuel dressur | 71,322 %   | 23 Q       | 72,063 %            | 21                  | ude af konkurrencen  | ude af konkurrencen  |
| Nathalie zu Sayn-Wittgenstein                             | Digby          | Individuel dressur | 74,924 %   | 12 Q       | 75,857 %            | 9 Q                 | 79,089 %             | 12                   |
| Anna Kasprzak Anne van Olst Nathalie zu Sayn Wittgenstein | Se herover     | Dressur, hold      | 73,845 %   | 4 Q        | 73,846 %            | 4                   | N/A                  | N/A                  |

(*): Anne van Olst skulle oprindeligt ride på hesten Taikoen, men da denne viste sig ikke at være helt i orden, måtte hun i stedet bruge sin reservehest, Clearwater.

### Roning
Alle kvalifikationer er nationspladser.
- Letvægtsfirer (mænd) – 2. september 2011
Jacob Barsøe, Morten Jørgensen, Kasper Winther Jørgensen og Eskild Ebbesen: Denne kvartet, arvtagerne fra den legendariske guldfirer, opnåede en femteplads i VM-finalen i Bled, Slovenien, og opnåede dermed en nationsplads til OL.[40] Kvartetten blev senere officielt udtaget.

- Letvægtsdobbeltsculler (kvinder) – 4. september 2011
Anne Lolk og Juliane Elander: Parret blev nummer to i B-finalen ved VM i roning i Bled, Slovenien. Dette var netop nok til at sikre kvalifikationen,[41] og de to kvinder blev senere officielt udtaget.

- Letvægtsdobbeltsculler (mænd) – 4. september 2011
Mads Reinholdt Rasmussen og Rasmus Quist: Parret blev nummer fem i finalen ved VM i roning. Skønt de tidligere verdensmestre dermed ikke levede op til egne ambitioner, var placering god nok til OL-kvalifikation,[41] og de blev senere officielt udtaget.

- Singlesculler (kvinder) – 23. maj 2012
Fie Udby Erichsen: Hun blev nummer to ved kvalifikationsstævnet i Luzern, hvor de fire bedst placerede roere kvalificerede sig,[24][42] og hun blev senere officielt udtaget til legene.

- Singlesculler (mænd) – 23. maj 2012
Henrik Stephansen: Han blev nummer fire ved kvalifikationsstævnet i Luzern, hvor de fire bedst placerede roere kvalificerede sig til OL,[24][42] og han blev senere officielt udtaget.

#### Resultater
Eton Dorney, Buckinghamshire – 28. juli – 4. august.
| Deltager                                                              | Bådtype                 | Heat    | Heat      | Opsamling | Opsamling | Kvartfinale | Kvartfinale | Semifinale          | Semifinale          | Finale              | Finale              |
| Deltager                                                              | Bådtype                 | Tid     | Placering | Tid       | Placering | Tid         | Placering   | Tid                 | Placering           | Tid                 | Placering           |
| --------------------------------------------------------------------- | ----------------------- | ------- | --------- | --------- | --------- | ----------- | ----------- | ------------------- | ------------------- | ------------------- | ------------------- |
| Henrik Stephansen                                                     | Singlesculler (mænd)    | 6:46,32 | 3         | N/A       | N/A       | 6:55,95     | 4           | ude af konkurrencen | ude af konkurrencen | ude af konkurrencen | ude af konkurrencen |
| Rasmus Quist Hansen Mads Reinholdt Rasmussen                          | Letvægtsdobbeltsculler  | 6:33,11 | 1         | N/A       | N/A       | N/A         | N/A         | 6:33,25             | 1                   | 6:37.17             | Guld                |
| Jacob Barsøe Eskild Ebbesen Morten Jørgensen Kasper Winther Jørgensen | Letvægtsfirer           | 5:55,64 | 3         | N/A       | N/A       | N/A         | N/A         | 6:03,53             | 1                   | 6:03,16             | Bronze              |
| Fie Udby Erichsen                                                     | Singlesculler (kvinder) | 7:29,37 | 2         | N/A       | N/A       | 7:38,93     | 1           | 7:44,33             | 1                   | 7:57.72             | Sølv                |
| Anne Lolk Juliane Elander                                             | Letvægtsdobbeltsculler  | 6:59,94 | 2         | N/A       | N/A       | N/A         | N/A         | 7:10,93             | 2                   | 7:15.53             | 4                   |

### Sejlsport
Alle kvalifikationer er nationspladser med mindre andet er nævnt.
- Finnjolle (mænd) – 19. december 2011
Jonas Høgh-Christensen: Med en fjerdeplads ved VM i Perth, Australien sikrede han Danmark en plads i bådtypen ved OL.[43] Han blev udtaget til OL af DIF 4. maj 2012.[10]

- Laser (mænd) – 19. december 2011
Thorbjørn Schierup: Han sikrede med sine resultater ved VM i Perth Danmark en plads i denne bådtype ved OL.[43] Schierup blev udtaget til legene af Danmarks Olympiske Komité 14. maj 2012.[13]

- Laser Radial (kvinder) – 10. december 2011
Anne-Marie Rindom: Ved VM i sejlsport i Australien sikredes kvalifikationen, da kun 26 nationer ud af de 29 mulige ved OL kvalificerede sig til anden runde, deriblandt Danmark med henholdsvis Maiken Schütt, Rindom, Alberte Holm Lindberg og Sarah Gunni.[44] Rindom blev udtaget af DIF 4. maj 2012.[10]

- 49er (mænd) – 19. december 2011
Allan Nørregaard og Peter Lang: Brødrene Simon og Emil Toft vandt den første danske VM-medalje, da de bliver nummer tre ved VM i Perth, og de sikrede samtidig Danmark en nationsplads i bådtypen.[43] Nørgaard og Lang blev udtaget til legene af DIF 4. maj 2012.[10]

- Matchrace (kvinder) – 5. februar 2012
Lotte Meldgaard, Susanne Boidin og Tina Gramkov: Besætningen sikrede Danmark plads i det tolv både store felt ved OL, da de ved kvalifikationsstævnet ud for Miami besejrede en båd fra Argentina 3-2.[45] Senere sikrede de tre sejlere sig endegyldigt billetten til OL, da de i en intern dansk match besejrede Trine Abrahamsen og hendes besætning i slutningen af februar 2012.[46]

- RS:X (mænd) – 28. marts 2012
Sebastian Fleischer: Han sikrede Danmark en kvoteplads ved OL med en 66. plads ved VM ud for Cadiz, hvor der var ni OL-pladser på spil blandt de nationer, der hidtil ikke havde sikret sig pladsen. Fleischers placering betød, at Danmark var ottendebedste nation blandt de ikke-kvalificerede, og resultatet blev sikret, da sejladserne for de sidste tre konkurrencedage blev aflyst pga. vejrforholdene.[47] Fleischer blev udtaget til legene af DIF 4. maj 2012.[10]

- Starbåd (mænd)
Michael Hestbæk og Claus Olesen: De to mænd fik bronzemedalje ved VM i Hyeres, Frankrig, og snuppede dermed en af de fire nationspladser, der ikke på forhånd var fordelt.[48] Hestbæk og Olesen blev senere officielt udtaget til legene.

- 470-jolle (kvinder) – 18. maj 2012
Henriette Koch og Lene Sommer: De to kvinder sikrede Danmark en OL-billet ved VM i Barcelona, hvor de blev blandt de bedste af de nationer, der ikke på forhånd var udtaget.[49] Koch og Sommer blev senere officielt udtaget til legene.

#### Resultater
Weymouth og Portland, Dorset – 29. juli – 8. august.
Mænd
| Deltager                     | Bådtype   | Sejlads | Sejlads | Sejlads | Sejlads | Sejlads | Sejlads | Sejlads | Sejlads | Sejlads | Sejlads | Sejlads             | Korrigeret resultat | Slutplacering |
| Deltager                     | Bådtype   | 1       | 2       | 3       | 4       | 5       | 6       | 7       | 8       | 9       | 10      | M*                  | Korrigeret resultat | Slutplacering |
| ---------------------------- | --------- | ------- | ------- | ------- | ------- | ------- | ------- | ------- | ------- | ------- | ------- | ------------------- | ------------------- | ------------- |
| Sebastian Fleischer          | RS:X      | 18      | 28      | 24      | 23      | 29      | 29      | 29      | 15      | 28      | 26      | ude af konkurrencen | ude af konkurrencen | 29            |
| Thorbjørn Schierup           | Laser     | 36      | 16      | 24      | 8       | 23      | 16      | 5       | 23      | 24      | 18      | ude af konkurrencen | ude af konkurrencen | 19            |
| Jonas Høgh-Christensen       | Finnjolle | 1       | 1       | 2       | 7       | 1       | 2       | 8       | 4       | 5       | 3       | 10                  | 46                  | Sølv          |
| Michael Hestbæk Claus Olesen | Star      | 12      | 11      | 13      | 14      | 13      | 7       | 6       | 3       | 14      | 10      | ude af konkurrencen | ude af konkurrencen | 11            |

Kvinder
| Deltager                   | Bådtype      | Sejlads | Sejlads | Sejlads | Sejlads | Sejlads | Sejlads | Sejlads | Sejlads | Sejlads | Sejlads | Sejlads             | Korrigeret resultat | Slutplacering |
| Deltager                   | Bådtype      | 1       | 2       | 3       | 4       | 5       | 6       | 7       | 8       | 9       | 10      | M*                  | Korrigeret resultat | Slutplacering |
| -------------------------- | ------------ | ------- | ------- | ------- | ------- | ------- | ------- | ------- | ------- | ------- | ------- | ------------------- | ------------------- | ------------- |
| Anne-Marie Rindom          | Laser Radial | 17      | 19      | 8       | 22      | 12      | 7       | 27      | 23      | 11      | 11      | ude af konkurrencen | ude af konkurrencen | 13            |
| Henriette Koch Lene Sommer | 470-jolle    | 5       | 13      | 16      | 10      | 14      | 16      | 15      | 11      | 9       | 15      | ude af konkurrencen | ude af konkurrencen | 16            |

Matchrace
| Deltager                                    | Bådtype             | Alle mod alle  | Alle mod alle | Alle mod alle | Alle mod alle | Alle mod alle | Alle mod alle | Alle mod alle | Alle mod alle | Alle mod alle | Alle mod alle | Alle mod alle | Placering | Knockout-runder     | Knockout-runder     | Knockout-runder     | Placering           |
| Deltager                                    | Bådtype             | Storbritannien | USA           | Rusland       | New Zealand   | Holland       | Sverige       | Frankrig      | Finland       | Portugal      | Australien    | Spanien       | Placering | Kvartfinale         | Semifinale          | Finale              | Placering           |
| ------------------------------------------- | ------------------- | -------------- | ------------- | ------------- | ------------- | ------------- | ------------- | ------------- | ------------- | ------------- | ------------- | ------------- | --------- | ------------------- | ------------------- | ------------------- | ------------------- |
| Susanne Boidin Tina Gramkov Lotte Meldgaard | Matchrace (kvinder) | 0              | 0             | 0             | 0             | 1             | 1             | 0             | 0             | 1             | 0             | 0*            | 10        | ude af konkurrencen | ude af konkurrencen | ude af konkurrencen | ude af konkurrencen |

Sejladsen mod Spanien blev sejlet som omkamp 6.8 efter en klage til OL-juryen. Omkampen blev også et nederlag til Danmark.
Åben række
| Deltager                    | Bådtype | Sejlads | Sejlads | Sejlads | Sejlads | Sejlads | Sejlads | Sejlads | Sejlads | Sejlads | Sejlads | Sejlads | Sejlads | Sejlads | Sejlads | Sejlads | Sejlads | Korrigeret resultat | Slutplacering |
| Deltager                    | Bådtype | 1       | 2       | 3       | 4       | 5       | 6       | 7       | 8       | 9       | 10      | 11      | 12      | 13      | 14      | 15      | M*      | Korrigeret resultat | Slutplacering |
| --------------------------- | ------- | ------- | ------- | ------- | ------- | ------- | ------- | ------- | ------- | ------- | ------- | ------- | ------- | ------- | ------- | ------- | ------- | ------------------- | ------------- |
| Peter Lang Allan Nørregaard | 49er    | 2       | 4       | 14      | 6       | 16      | 15      | 5       | 7       | 13      | 6       | 16      | 4       | 4       | 3       | 9       | 3       | 114                 | Bronze        |

M = Medaljesejlads

### Skydning
- Skeetskydning – 22. april 2011
Jesper Hansen: Han sikrede Danmarks første OL-billet via en bronzemedalje ved et World Cup-stævne i Beijing.[51] Han blev udtaget til legene af Danmarks Olympiske Komité 14. maj 2012.[13]
Anders Golding: Han sikrede senere Danmark yderligere en nationsbillet via en sejr i et World Cup-stævne i 2011 og blev en af de to først udtagne til legene.[52]

- 10 meter luftriffel – 18. juni 2011
Stine Andersen: Anette Jensen sikrede en OL-nationsbillet via en 4. plads ved et World Cup-stævne i München.  Anette var ved sin kvalifikation til OL kun 0,1 point fra 3. pladsen og dermed også en bronzemedalje.[53] Ved udtagelsen til legene foretrak Dansk Skytte Union Stine Andersen frem for Anette Jensen.[54]
Stine Nielsen: Hun sikrede Danmark yderligere en nationsbillet med flere topplaceringer i World Cup-stævner i 2011 og blev udtaget som en af de to første.[52]

- Riffel, 50 m 60 skud liggende – 20. juni 2011
Torben Grimmel: Kenneth Nielsen vandt sølv ved World Cup i München og sikrede dermed Danmark en nationsplads ved OL, idet de to bedstplacerede ved stævnet opnåede dette.[55] Grimmel fik imidlertid pladsen, da den endelige udtagelse fandt sted.[54]

#### Resultater
Royal Artillery Barracks – 28. juli – 4. august.
Mænd
| Deltager       | Disciplin             | Kvalifikation | Kvalifikation | Finale              | Finale              |
| Deltager       | Disciplin             | Point         | Placering     | Point               | Placering           |
| -------------- | --------------------- | ------------- | ------------- | ------------------- | ------------------- |
| Anders Golding | Skeetskydning         | 122           | 2             | 24                  | Sølv                |
| Jesper Hansen  | Skeetskydning         | 113           | 26            | ude af konkurrencen | ude af konkurrencen |
| Torben Grimmel | Riffel, 50 m liggende | 592           | 24            | ude af konkurrencen | ude af konkurrencen |

Kvinder
| Deltager       | Disciplin            | Kvalifikation | Kvalifikation | Finale              | Finale              |
| Deltager       | Disciplin            | Point         | Placering     | Point               | Placering           |
| -------------- | -------------------- | ------------- | ------------- | ------------------- | ------------------- |
| Stine Andersen | Luftriffel, 10 m     | 393           | 30. plads     | ude af konkurrencen | ude af konkurrencen |
| Stine Nielsen  | Luftriffel, 10 m     | 397           | 9. plads      | ude af konkurrencen | ude af konkurrencen |
| Stine Nielsen  | Riffel, 50 m, 3 pos. | 582           | 11. plads     | ude af konkurrencen | ude af konkurrencen |

Efter kvalifikationen i 10 meter luftriffel lå 5 skytter lige med 397 points og skulle ud i omskydning om de sidste 4 finalepladser. Stine Andersen endte som nummer 5 i omskydningen og nåede således ikke finalen.

### Svømning
- 1500 m fri (mænd) – 31. juli 2011
Pál Joensen: Han blev nummer fire i tiden 14:46,33 ved VM i svømning 2011 i Shanghai. Tiden var 25 sekunder under kvalifikationskravet. Joensen havde i øvrigt allerede klaret kvalifikationskravet i det indledende heat dagen før, da han svømmede i tiden 14:56,66.[56] Som færing indgår Joensen blandt de danske olympiske deltagere, idet IOC kun anerkender formelt selvstændige nationer til de olympiske lege.[57] DIF udtog ham formelt 4. maj 2012.[10]

- 400 m fri (mænd) – 24. juli 2011
Mads Glæsner: Han blev nummer 12 i tiden 3:48,41 ved VM i svømning 2011 i Shanghai. Tiden var et halvt sekund under kvalifikationskravet.[58]
Pál Joensen: Han vandt guld i finalen i 400 m fri ved Danish Open 2012 med tiden 3:46.84,[59] som var ny færøsk rekord. Tiden var to sekund under kvalifikationskravet.[60] Han blev formelt udtaget til legene  af DIF 4. maj 2012.[10]

- 4 x 100 m fri (kvinder) – 24. juli 2011
Pernille Blume, Mie Ø. Nielsen, Lotte Friis og Jeanette Ottesen Gray: Kvartetten satte dansk rekord med tiden 3:39,48 og opnåede en finaleplads ved VM i svømning 2011, hvilket var nok til nationskvalifikationen.[61] De fire svømmere blev udtaget til løbet ved OL af DIF 4. maj 2012.[10]

- 100 m brystsvømning (kvinder) – 25. juli 2011
Rikke Møller Pedersen: Hun svømmede i indledende løb til VM i svømning 2011 på tiden 1:07,80 og blev nummer syv. Dette var nok til at sikre hende kvalifikationen.[62] DIF udtog hende formelt til disciplinen 4. maj 2012.[10]

- 400 m fri (kvinder)
Lotte Friis: Hun kvalificerede sig ved VM i svømning 2011 i Shanghai. Hun blev formelt udtaget til disciplinen af DIF 4. maj 2012.[10]

- 100 m butterfly (kvinder)
Jeanette Ottesen Gray:[63] Hun blev formelt udtaget til disciplinen af DIF 4. maj 2012.[10]

- 4 x 100 m medley (kvinder) – 30. juli 2011
Mie Ø. Nielsen, Rikke Møller Pedersen, Jeanette Ottesen Gray og Pernille Blume: Kvartetten blev nummer ni og sikrede dermed Danmark en nationskvalifikation i disciplinen ved at være blandt i tolv bedste.[64] Kvartetten blev formelt udtaget til disciplinen af DIF 4. maj 2012.[10]

- 100 m fri (kvinder)
Jeanette Ottesen Gray[63]
Pernille Blume: Hun kvalificerede sig med tiden 54,06 ved Danish Open til OL.[63] Hun blev formelt udtaget til disciplinen af DIF 4. maj 2012.[10]

- 50 m fri (kvinder) – 30. juli 2011
Jeanette Ottesen Gray: Hun svømmede sig i semifinalen i 13. bedste tid ved VM i svømning 2011 i Shanghai, hvilket var nok til OL-kvalifikationen.[64] Hun blev formelt udtaget til disciplinen af DIF 4. maj 2012.[10]
Pernille Blume[63]

- 100 m rygsvømning (kvinder) – 24. marts 2012
Mie Ø. Nielsen: Hun kvalificerede sig til OL ved at vinde Danish Open i tiden 59,69, hvilket betød en forbedring af den nordiske rekord og var årets tredjehurtigste tid i verden.[63] Hun blev formelt udtaget til disciplinen af DIF 4. maj 2012.[10]

- 800 m fri (kvinder)
Lotte Friis:[63] Hun blev formelt udtaget til disciplinen af DIF 4. maj 2012.[10]

- 200 m brystsvømning (kvinder)
Rikke Møller Pedersen:[63] Hun blev formelt udtaget til disciplinen af DIF 4. maj 2012.[10]

- 4 × 200 m fri (mænd)
Mads Glæsner, Daniel Skaaning, Anders Lie og Pál Joensen: Kvartetten svømmede ved Danish Open i tiden 7:15,38, hvilket var under det danske krav og under det internationale "selection time". Der var imidlertid kun fire nationspladser tilbage i disciplinen, og om Danmark ville få en af disse, blev først afgjort i juni 2012.[63] FINA tildelte 5. juni en af de fire pladser til Danmark, og Dansk Svømmeunion udtog samtidig de fire svømmere til legene.[65]

- 100 m rygsvømning (mænd)
Mathias Gydesen: Gydesen var 1/100 sekund fra at opfylde OL-kravet ved et stævne i Indianapolis, USA,[66] og senere fik Danmark på den baggrund af det internationale forbund FINA en kvoteplads, som gik til Gydesen.[67]

#### Resultater
Aquatics Centre – 28. juli – 4. august.
Mænd
| Deltager                                            | Disciplin   | Heat     | Heat      | Semifinale          | Semifinale          | Finale              | Finale              |
| Deltager                                            | Disciplin   | Tid      | Placering | Tid                 | Placering           | Tid                 | Placering           |
| --------------------------------------------------- | ----------- | -------- | --------- | ------------------- | ------------------- | ------------------- | ------------------- |
| Mads Glæsner                                        | 400 m fri   | 3:48.27  | 12        | ude af konkurrencen | ude af konkurrencen | ude af konkurrencen | ude af konkurrencen |
| Mathias Gydesen                                     | 100 m ryg   | 55,31    | 30        | ude af konkurrencen | ude af konkurrencen | ude af konkurrencen | ude af konkurrencen |
| Pál Joensen                                         | 400 m fri   | 3:47.36  | 10        | ude af konkurrencen | ude af konkurrencen | ude af konkurrencen | ude af konkurrencen |
| Pál Joensen                                         | 1500 m fri  | 15:18.42 | 17        | ude af konkurrencen | ude af konkurrencen | ude af konkurrencen | ude af konkurrencen |
| Mads Glæsner Pál Joensen Anders Lie Daniel Skaaning | 4×200 m fri | 7:15.04  | 13        | ude af konkurrencen | ude af konkurrencen | ude af konkurrencen | ude af konkurrencen |

Kvinder
| Deltager                                                                  | Disciplin       | Heat         | Heat      | Semifinale          | Semifinale          | Finale              | Finale              |
| Deltager                                                                  | Disciplin       | Tid          | Placering | Tid                 | Placering           | Tid                 | Placering           |
| ------------------------------------------------------------------------- | --------------- | ------------ | --------- | ------------------- | ------------------- | ------------------- | ------------------- |
| Pernille Blume                                                            | 50 m fri        | 25,54        | 24        | ude af konkurrencen | ude af konkurrencen | ude af konkurrencen | ude af konkurrencen |
| Pernille Blume                                                            | 100 m fri       | 55,04        | 19        | ude af konkurrencen | ude af konkurrencen | ude af konkurrencen | ude af konkurrencen |
| Pernille Blume                                                            | 200 m fri       | 2:00,91      | 24        | ude af konkurrencen | ude af konkurrencen | ude af konkurrencen | ude af konkurrencen |
| Lotte Friis                                                               | 400 m fri       | 4:04,22      | 5 Q       | N/A                 | N/A                 | 4:03,98             | 4                   |
| Lotte Friis                                                               | 800 m fri       | 8:21,89      | 1 Q       | N/A                 | N/A                 | 8:23,86             | 5                   |
| Mie Ø. Nielsen                                                            | 100 m ryg       | 1:00,38      | 17        | ude af konkurrencen | ude af konkurrencen | ude af konkurrencen | ude af konkurrencen |
| Mie Ø. Nielsen                                                            | 200 m ryg       | 2:13,89      | 28        | ude af konkurrencen | ude af konkurrencen | ude af konkurrencen | ude af konkurrencen |
| Jeanette Ottesen Gray                                                     | 50 m fri        | 24,85        | 7 Q       | 24,99               | 12                  | ude af konkurrencen | ude af konkurrencen |
| Jeanette Ottesen Gray                                                     | 100 m fri       | 53,51        | 3 Q       | 53,77               | 4 Q                 | 53,75               | 7                   |
| Jeanette Ottesen Gray                                                     | 100 m butterfly | 57,64        | 4 Q       | 57,25               | 4 Q                 | 57,35               | 6                   |
| Rikke Møller Pedersen                                                     | 100 m bryst     | 1:07,23      | 9 Q       | 1:06,82             | 6 Q                 | 1:07,55             | 8                   |
| Rikke Møller Pedersen                                                     | 200 m bryst     | 2:22,69      | 2 Q       | 2:22,23             | 1 Q                 | 2:21,65             | 4                   |
| Pernille Blume Lotte Friis Mie Ø. Nielsen Jeanette Ottesen Gray           | 4×100 m fri     | 3:38,09      | 6 Q       | N/A                 | N/A                 | 3:37,45             | 6                   |
| Pernille Blume Mie Ø. Nielsen Jeanette Ottesen Gray Rikke Møller Pedersen | 4×100 m medley  | 3:58,35 (DR) | 3 Q       | N/A                 | N/A                 | 3:57,76             | 7                   |

### Tennis
- Damesingle – 7. juni 2012
Caroline Wozniacki: De 56 højstplacerede på verdensranglisten pr. 11. juni 2012 kvalificerede sig til legene (højst fire fra hver nation), og Wozniackis plads som nummer 9 kunne ikke komme i fare, hvorfor hun blev udtaget nogle dage før den officielle dato.[2]

#### Resultater
Wimbledon – 28. juli – 2. august.
| Deltager           | Række      | 1. runde                       | 2. runde                             | 3. runde                          | Kvartfinale                    | Semifinale          | Finale              | Finale    |
| Deltager           | Række      | Modstander Resultat            | Modstander Resultat                  | Modstander Resultat               | Modstander Resultat            | Modstander Resultat | Modstander Resultat | Placering |
| ------------------ | ---------- | ------------------------------ | ------------------------------------ | --------------------------------- | ------------------------------ | ------------------- | ------------------- | --------- |
| Caroline Wozniacki | Damesingle | Keothavong 2-1 (4-6, 6-3, 6-2) | Yanina Wickmayer 2-1 (6-4, 3-6, 6-3) | Daniela Hantuchova 2-0 (6-4, 6-2) | Serena Williams 0-2 (0-6, 3-6) | ude af turneringen  | ude af turneringen  | 5-8       |

### Triatlon
- Kvinder – 30. maj 2012
Helle Frederiksen og Line Jensen: Begge kvalificerede sig via deres placering på Den Internationale Triatlon Unions rangliste som henholdsvis nummer 38 og 43 ud af de 55 kvinder, der kommer til OL. Begge kvinder kvalificerede sig ud fra ranglisteplaceringen 30. maj 2012[68] og blev officielt udtaget nogle dage senere.[2]

#### Resultater
Hyde Park – 4. august.
| Deltager          | Række   | Svømning (1,5 km) | Trans 1 | Cykling (40 km) | Trans 2 | Løb (10 km) | Samlet  | Placering |
| ----------------- | ------- | ----------------- | ------- | --------------- | ------- | ----------- | ------- | --------- |
| Helle Frederiksen | Kvinder | 19:31             | 0:45    | 1:07:11         | 0:33    | 35:10       | 2:03:10 | 27        |
| Line Jensen       | Kvinder | 18:21             | 0:43    | 1:06:34         | 0:32    | 36:37       | 2:02:47 | 23        |

- Transition 1: Svømme-cykle-skift.
- Transition 2: cykle-løbe-skift.